# Aúpa Lumbreiras
Aúpa Lumbreiras va ser un festival de rock nacional i punk que es va començar a celebrar a Puerto Lumbreras l'any 1997. Al principi es tractava d'una nit de rock d'una sola jornada que es feia en aquesta localitat murciana. Va anar creixent progressivament fins a l'edició del 2006, quan l'Associació del Víctimes del Terrorisme va demanar a l'ajuntament de la població que impedira actuar en el festival al grup italià Banda Bassotti, ja que, segons ells, basant-se en una mala traducció de la cançó "Yup La La", el grup donava suport a la banda armada ETA. L'alcalde, del PP, va cedir a les pressions de l'AVT i els organitzadors van haver de retirar el grup italià del cartell.
L'any 2007, però, el festival va abandonar Múrcia per instal·lar-se a Tobarra, a la província d'Albacete, on agafaria l'actual nom d'Aúpa Lumbreras. En 2012, el festival es veuria obligat a canviar de localització, i aquesta vegada s'establiria al poliesportiu de Villena, fins al 2014, amb una durada de tres dies. En l'última edició es comptabilitzaven tres escenaris i l'actuació de 78 bandes. El festival fou suspès per la promotora, Sufriendo & Gozando, per incidents amb les forces de seguretat durant l'edició del 2014.